# Северный свет (скульптура)

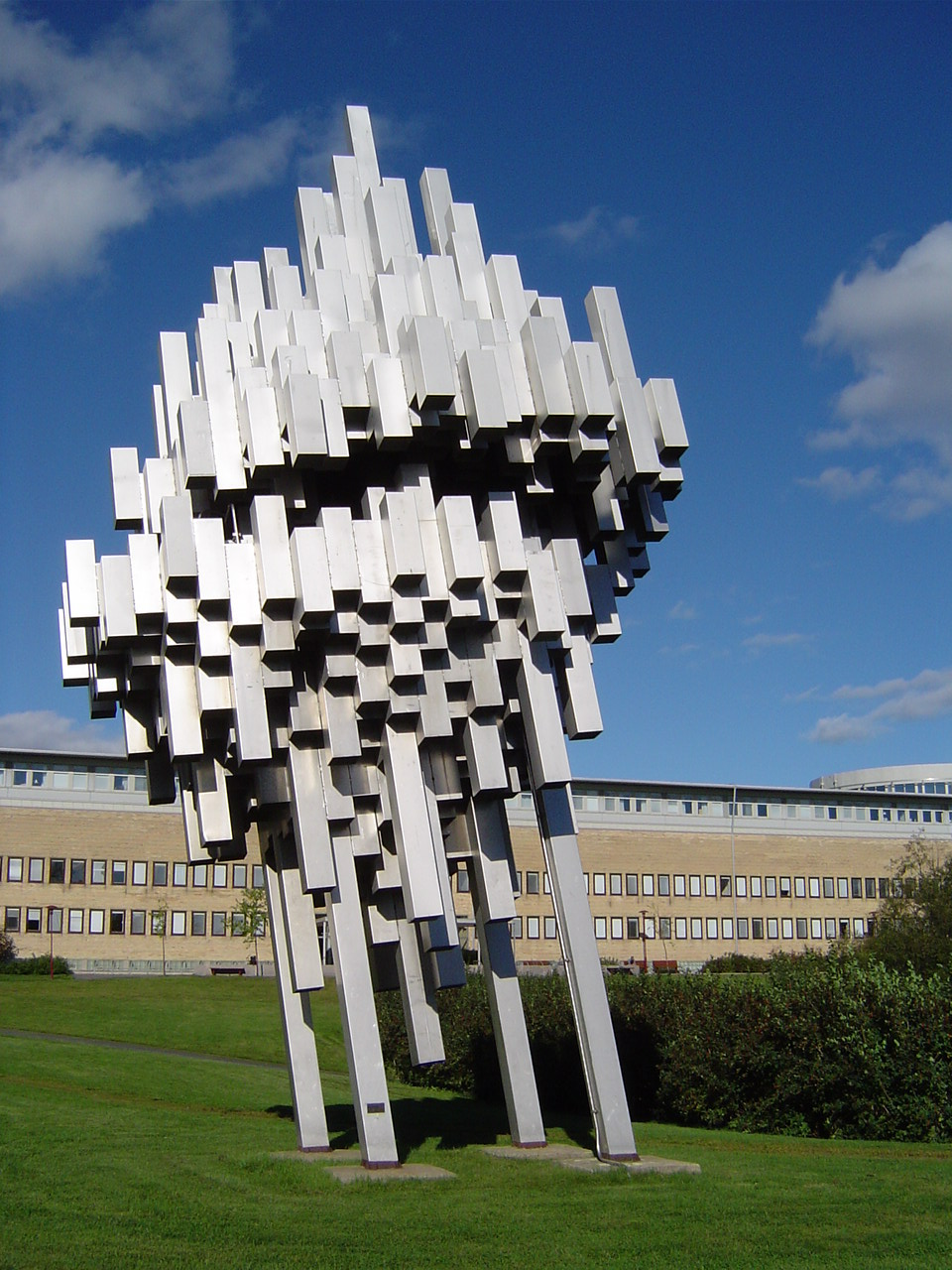

Северный свет (швед. Norra skenet) - скульптура авторства Эрнста Нордина, расположенная в кампусе университета Умео в городе Умео, Швеция.

## История
В рамках планирования устройства кампуса университета Умео в 1967 году состоялся конкурс на лучшую скульптуру для него, который был выигран Эрнстом Нордином. «Северный свет» был установлен в 1969 году в университетском городке и был перемещён на своё нынешнее местоположение, недалеко от университетского пруда, в 1995 году в связи со строительством учебно-спортивного зала.
Скульптура изготовлена из полированной нержавеющей стали. Прямоугольные стальные трубы были сварены вместе в виде диагональной композиции, напоминающей северное сияние. Скульптура освещается встроенными точечными светильниками.
Скульптура считается символом университета Умео.